# Pseudonchus jenseni
Pseudonchus jenseni is een rondwormensoort uit de familie van de Desmodoridae. De wetenschappelijke naam van de soort is voor het eerst geldig gepubliceerd in 1964 door Murphy.